# Sith

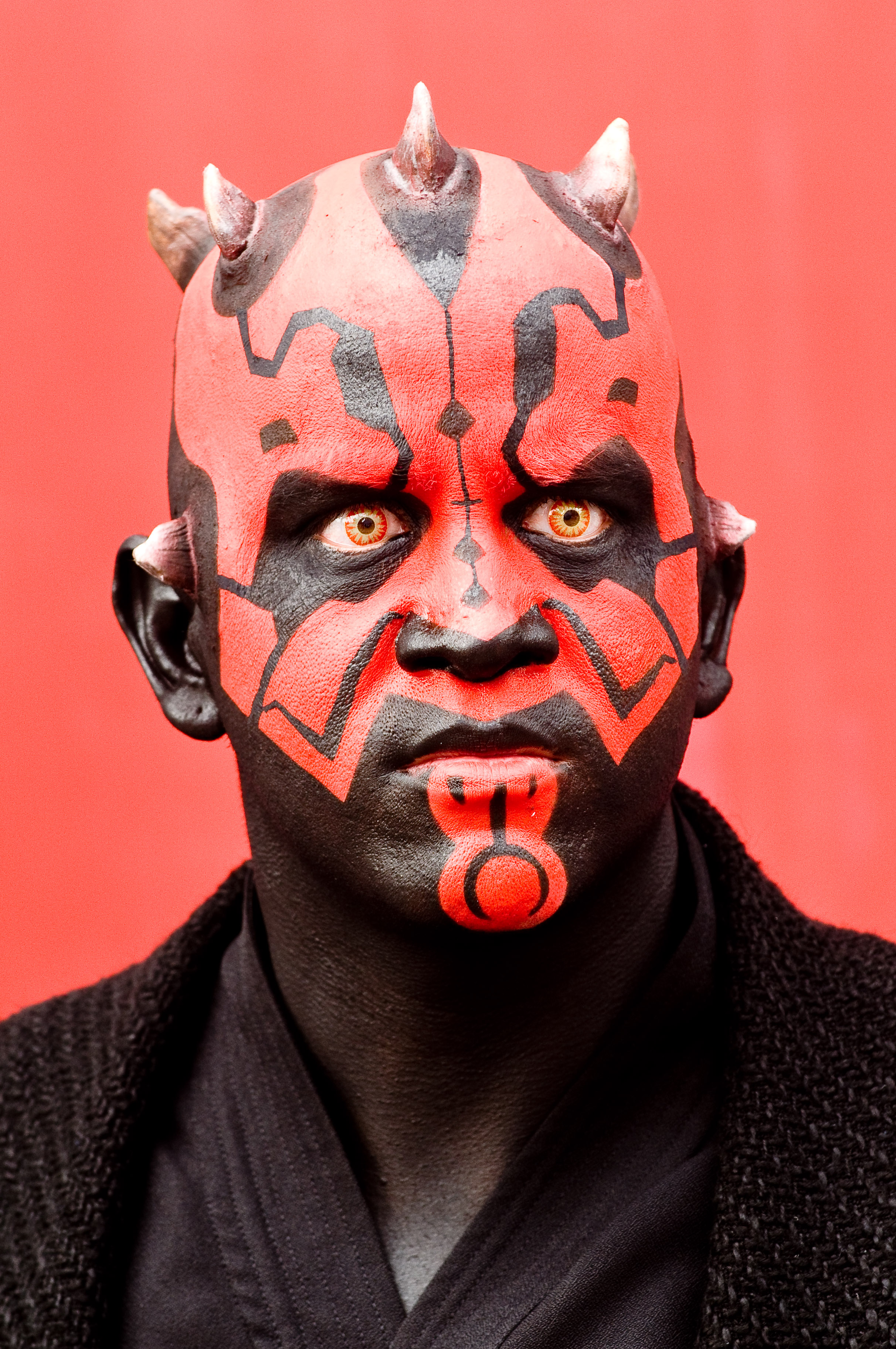
Darth Maul, un lord Sith

Ordinul Sith sau Ordinul Lorzilor Sith (Dark Order of the Sith Lords în engleză) este un ordin sau o sectă din universul fictiv Star Wars care joacă rolul antagoniștilor, fiind opusul Ordinului Jedi. Inițial, termenul Sith făcea referire la o specie de umanoizi nativi ai planetelor Korriban și Ziost. Ordinul a fost întemeiat de către membrii exilați ai ordinului Jedi la sfârșitul perioadei de război cunoscută sub numele de „Întunericul de 100 de Ani” (Hundred-Year Darkness, în engleză). Membrii respectivi au început conflictul datorită faptului că au refuzat să se bazeze doar pe partea considerată bună, altruistă a Forței, partea Iluminată sau a Luminii (The Light Side, în engleză), și au început să folosească în scop personal și partea considerată rea, egoistă a Forței, partea Întunecată sau a Întunericului (The Dark Side, în engleză). Acest lucru contrazicea dogma ordinului Jedi și a rezultat războiul dintre cele două părți: Jedi, ce foloseau exclusiv partea Luminii și a Sith, ce foloseau și partea Întunecată. Învingători din conflict au ieșit Jedi, iar urmarea acestui fapt a fost exilarea Sith-ilor. Sithii s-au așezat pe o planetă numită Korriban și au subjugat populația băștinașă, care se numea Sith. Astfel, Sithii și-au luat numele de Lorzi, sau Stăpâni Întunecați ai Sith (Dark Lords of the Sith, în engleză) iar ordinul întemeiat de ei pe planeta Korriban a luat numele de Ordinul Sith.